# Akim Orinel
Akim Orinel, né le 27 juillet 1986 à Arles (France), est un footballeur professionnel franco-algérien évoluant actuellement à l'ÉFC Fréjus Saint-Raphaël. Il évolue au poste de milieu de terrain.

## Biographie
Après trois saisons à Fréjus Saint-Raphaël, et 11 buts marqués en 86 matchs, Orinel s'engage avec la Berrichonne de Châteauroux pour deux ans. 
Dans le club castelroussin, Orinel joue en une saison 30 matchs de championnat, inscrivant deux buts, tout en étant le meilleur passeur du championnat de Ligue 2 avec 11 passes. Après ces deux saisons en Ligue 2,  il retourne à l'EFC Fréjus Saint-Raphaël le club qu'il a révélé au monde national. Akim est un joueur de qualité il est connu pour sa  technique mais surtout sa précision.